# The Eye (Stargate Atlantis)
The Eye (El Ojo) es el decimoprimer episodio de la primera temporada de la serie de televisión de ciencia ficción Stargate Atlantis. Corresponde a la Parte 2 de 2 capítulos, siendo seguida por The Storm.

## Trama
Kolya está a punto de matar a Weir, cuando McKay lo detiene, diciéndole que para levantar el escudo necesitan el código de mando de ella y de él. Kolya baja su arma, pero le dice a Sheppard que Weir está muerta. Sheppard, enfurecido, jura que lo va a matar.
Después, Ladon encuentra a Sheppard en la pantalla de signos vitales de la base, y envía a tres hombres tras él. Sin embargo, este elude y mata a los Genii. Tras esto, él apaga al generador Naquadah que alimenta a la sala de control. 
En el continente, Beckett, Ford y Teyla junto a unos Athoscianos están dentro del Saltacharcos, en medio de la tormenta cuando esta repentinamente se calma y aparece el sol. Al salir, se dan cuenta de que están el ojo de la tormenta, por lo que Ford ordena a Beckett llevar al Saltador arriba de la tormenta, para luego bajar hacia Atlantis.
Bajo supervisión de Kolya, McKay y Weir están reparando la estación de tierra dañada, aunque demorándose lo más que pueden para darle algo de tiempo a Sheppard. En ese momento, el generador de aquel sector es apagado por el mismo Sheppard. Kolya ordena a Sora, enviar a algunos hombres a reactivar los generadores, mientras esperan a los refuerzos para asegurar la ciudad entera. 
Ford, Beckett y Teyla aterrizan en la bahía de saltadores, y salen a ayudar al Mayor, mientras los Athoscianos se quedan allí.
En la sala del Portal, los refuerzos Genii comienzan a llegar. Sin embargo, Sheppard aprovecha la situación para escabullirse y activa el escudo del portal. Sora no logra detener la llegada de soldados, y para cuando el portal se cierra, más de 50 Genii han muerto.
Sin más refuerzos antes de la tormenta golpee Atlantis, Kolya se comunica con Sheppard. Le revela que Weir sigue viva, pero amenaza con matarla de nuevo sino restaura la energía para repara la estación dañada. De inmediato, Sheppard parte a reactivar el generador. En tanto, Ford, Teyla y Beckett van a la armería para conseguir municiones y un arma aturdidora Wraith, en caso de a quien le disparen sea a Sheppard. A través de la radio, ellos se enteran de lo que ocurre, e intentan ir al puesto del generador, pero como no saben cual es, llegan al equivocado. Con el tiempo en contra, van al siguiente puesto. 
Sheppard llega al generador que potencia la estación de base, pero antes de poder reactivarlo, dos Genii lo detienen. Justo en ese momento, Ford y los demás aparecen, y aturden a los soldados. El Mayor entonces enciende el reactor.
Ya con la energía de vuelta, McKay termina de reparar la estación de base, y le dice a Kolya que todos deben volver a la sala de control, pues cuando los rayos impacten, la energía correrá por todos los pasillos. La sala de control está protegida.
Sabiendo que los Genii estarán en la sala de control, y que la bahía de saltadores también estará protegida, el equipo Atlantis prepara un plan. Teyla y Carson van a buscar un brinca-charcos para bajarlo a la sala del portal en unos minutos, mientras Sheppard y Ford van a colocarse en posición para acabar con los Genii. Sin embargo, Sora noquea a Beckett, y reta a Teyla a un duelo para vengar a su padre.
En la sala de control, y sin poder ganar más tiempo para la ayuda, Weir y McKay activan el escudo, pero tras unos minutos nada sucede. Desesperado, McKay intenta varias voces, pero no lo logra. Ante esto, Kolya acepta seguir la sugerencia de Weir de  retirarse, pero decide llevarse a ella y a McKay con él. Los Genii activan el portal y comienzan a irse cuando Sheppard y Ford aparecen por sorpresa acabando con varios. Kolya entonces toma a Weir con rehén, apuntándole con su arma, mientras de poco se acerca al Portal. El Mayor lo confronta, pero Kolya advierte que se dispara matara a Weir. Sabiendo esto, Sheppard le dice que no le está apuntando a ella. Con su láser, él fija al hombro de Kolya, y dispara, causando que suelte a Weir y caiga a través del portal. En tanto, Teyla gana la pelea, y con ayuda de Sora llevan a Carson a la sala de control, donde McKay revela que mintió sobre que no pudo activar el escudo. Él logra levantar el escudo, justo antes de que una mortal inmensa ola golpee Atlantis.
Una vez finalizada la tormenta, después, toda la Expedición regresa a la ciudad. McKay informa de algunos daños al muelle este, Weir piensa en devolver a Sora a los Genii, y Sheppard espera no estar en la ciudad para cuando la siguiente gran tormenta se produzca en 20 años.

## Artistas invitados
- Paul McGillion como el Dr. Carson Beckett.
- Robert Davi como el Comandante Acastus Kolya.
- Ryan Robbins como Ladon Radim.
- Erin Chambers McKay como Sora.
- Don Ackerman como Doran.
- Jodie Graham como el soldado Genii.
- Steve Archer como guardia del cuarto del generador.
- Conan Graham como Nuevo soldado Genii.[4]